# Crawford Lake, Timiskaming District
Crawford Lake är en sjö i Kanada.   Den ligger i Timiskaming District och provinsen Ontario, i den sydöstra delen av landet, 500 km nordväst om huvudstaden Ottawa. Crawford Lake ligger 349 meter över havet. Arean är 0,11 kvadratkilometer. Den ligger vid sjön Wigwam Lake. Den sträcker sig 0,6 kilometer i nord-sydlig riktning, och 0,4 kilometer i öst-västlig riktning.
I omgivningarna runt Crawford Lake växer i huvudsak blandskog. Trakten runt Crawford Lake är nära nog obefolkad, med mindre än två invånare per kvadratkilometer.